# 7. etape af Tour de France 2010
Syvende etape af Tour de France 2010 var en 165,5 km lang kuperet etape. Den blev kørt lørdag d. 10. juli fra Tournus til Station des Rousses.
- Etape: 7. etape
- Dato: 10. juli
- Længde: 165,5 km
- Danske resultater:

023. Chris Anker Sørensen + 1.47
079. Jakob Fuglsang + 12.59
085. Matti Breschel + 14.12
098. Nicki Sørensen + 18.57
144. Brian Vandborg + 22.17
- Gennemsnitshastighed: 37,7 km/t

## Point- og bjergspurter

### 1. sprint (Cormoz)
Efter 29,5 km
| Vinder | Danilo Hondo    | 6p |
| 2.     | Samuel Dumoulin | 4p |
| 3.     | Rubén Pérez     | 2p |

### 2. sprint (Saint-Amour)
Efter 44,5 km
| Vinder | Danilo Hondo    | 6p |
| 2.     | Christian Knees | 4p |
| 3.     | Rubén Pérez     | 2p |

### 3. sprint (Molinges)
Efter 118 km
| Vinder | Danilo Hondo    | 6p |
| 2.     | Christian Knees | 4p |
| 3.     | Rubén Pérez     | 2p |

### 1. bjerg (Côte de l'Aubépin)
3. kategori stigning efter 51,5 km
| Plads | Navn            | Point |
| ----- | --------------- | ----- |
| 1.    | Jérôme Pineau   | 4     |
| 2.    | Christian Knees | 3     |
| 3.    | Rubén Pérez     | 2     |
| 4.    | Samuel Dumoulin | 1     |

### 2. bjerg (Côte des Granges)
4. kategori stigning efter 69 km
| Plads | Navn            | Point |
| ----- | --------------- | ----- |
| 1.    | Jérôme Pineau   | 3     |
| 2.    | Rubén Pérez     | 2     |
| 3.    | Samuel Dumoulin | 1     |

### 3. bjerg (Côte d'Arinthod)
3. kategori stigning efter 84,5 km
| Plads | Navn            | Point |
| ----- | --------------- | ----- |
| 1.    | Jérôme Pineau   | 4     |
| 2.    | Rubén Pérez     | 3     |
| 3.    | Samuel Dumoulin | 2     |
| 4.    | Danilo Hondo    | 1     |

### 4. bjerg (Côte du barrage de Vouglans)
2. kategori stigning efter 104 km
| Plads | Navn             | Point |
| ----- | ---------------- | ----- |
| 1.    | Jérôme Pineau    | 10    |
| 2.    | Rubén Pérez      | 9     |
| 3.    | Christian Knees  | 8     |
| 4.    | Samuel Dumoulin  | 7     |
| 5.    | Danilo Hondo     | 6     |
| 6.    | Anthony Charteau | 5     |

### 5. bjerg (Col de la Croix de la Serra)
2. kategori stigning efter 134,5 km
| Plads | Navn             | Point |
| ----- | ---------------- | ----- |
| 1.    | Jérôme Pineau    | 10    |
| 2.    | Danilo Hondo     | 9     |
| 3.    | Sylvain Chavanel | 8     |
| 4.    | Thomas Voeckler  | 7     |
| 5.    | Mathieu Perget   | 6     |
| 6.    | Damiano Cunego   | 5     |

### 6. bjerg (Côte de Lamoura)
2. kategori stigning efter 161,5 km
| Plads | Navn               | Point |
| ----- | ------------------ | ----- |
| 1.    | Sylvain Chavanel   | 20    |
| 2.    | Rafael Valls       | 18    |
| 3.    | Juan Manuel Gárate | 16    |
| 4.    | Thomas Voeckler    | 14    |
| 5.    | Daniel Moreno      | 12    |
| 6.    | Mathieu Perget     | 10    |

## Resultatliste
|    | Navn               | Land       | Hold                  | Tid     |
| -- | ------------------ | ---------- | --------------------- | ------- |
| 1  | Sylvain Chavanel   | Frankrig   | Quick Step            | 4:22.52 |
| 2  | Rafael Valls       | Spanien    | Footon-Servetto-Fuji  | + 0.57  |
| 3  | Juan Manuel Gárate | Spanien    | Rabobank              | + 1.27  |
| 4  | Thomas Voeckler    | Frankrig   | Bbox Bouygues Telecom | + 1.40  |
| 5  | Mathieu Perget     | Frankrig   | Caisse d'Epargne      | + 1.40  |
| 6  | Daniel Moreno      | Spanien    | Omega Pharma-Lotto    | + 1.40  |
| 7  | Pierrick Fédrigo   | Frankrig   | Bbox Bouygues Telecom | + 1.47  |
| 8  | Ryder Hesjedal     | Canada     | Garmin-Transitions    | + 1.47  |
| 9  | Rubén Plaza        | Spanien    | Caisse d'Epargne      | + 1.47  |
| 10 | Eros Capecchi      | Italien    | Footon-Servetto-Fuji  | + 1.47  |
| 11 | Nicolas Roche      | Irland     | Ag2r-La Mondiale      | + 1.47  |
| 12 | Linus Gerdemann    | Tyskland   | Team Milram           | + 1.47  |
| 13 | Alberto Contador   | Spanien    | Astana Pro Team       | + 1.47  |
| 14 | Cadel Evans        | Australien | BMC Racing Team       | + 1.47  |
| 15 | Cyril Gautier      | Frankrig   | Bbox Bouygues Telecom | + 1.47  |

## Manglende ryttere
- 078  Stijn Vandenbergh (KAT) havnede udenfor tidsgrænsen på etapen.
- 184  Juan José Oroz (EUS) stillede ikke til start.

## Ekstern henvisning
- Etapeside Arkiveret 28. februar 2011 hos  Wayback Machine på Letour.fr Arkiveret 28. februar 2011 hos  Wayback Machine (fransk) (engelsk)